# Atletiek op de Paralympische Zomerspelen 2024 - Kogelstoten vrouwen F35
Het Kogelstoten voor vrouwen klasse F35 op de Paralympische Zomerspelen 2024 vond plaats op 5 september in het Stade de France. Deze klasse is voor atleten met cerebrale parese die voornamelijk beperkingen hebben aan hun benen, met voornamelijk balansproblemen. De winnaar van 2020 was Mariia Pomazan uit Oekraïne. die in 2024 haar titel wist te prolongeren, het zilver was voor de Chinese Wang Jun en Anna Nicholson uit Groot-Brittannië won de bronzen medaille.

## Records
Voorafgaand aan het toernooi waren dit het wereldrecord en het Paralympisch record.
| Wereldrecord        | China Wang Jun | 13.91 | Rio de Janeiro | 15 september 2016 |
| Paralympisch record | China Wang Jun | 13.91 | Rio de Janeiro | 15 september 2016 |

## Uitslag
| Rang   | Atleet                       | Atleet | #1    | #2    | #3    | #4    | #5    | #6    | Resultaat | Bijz. |
| ------ | ---------------------------- | ------ | ----- | ----- | ----- | ----- | ----- | ----- | --------- | ----- |
| Goud   | Mariia Pomazan               | UKR    | 12.75 | 10.40 | 11.37 | 12.20 | 12.27 | 12.09 | 12.75     | SB    |
| Zilver | Wang Jun                     | CHN    | 11.65 | x     | 11.94 | 11.79 | 11.62 | x     | 11.94     |       |
| Brons  | Anna Nicholson               | GBR    | x     | 9.44  | x     | 9.19  | 8.91  | 9.18  | 9.44      |       |
| 4      | Anna Luxova                  | CZE    | 8.69  | 8.99  | 8.91  | 8.26  | 8.80  | 8.48  | 8.99      | PB    |
| 5      | Dilafruzkhon Akhmatkhonova   | UZB    | 8.87  | 8.98  | 8.85  | 8.97  | x     | x     | 8.98      |       |
| 6      | Klaudia Maliszewska          | POL    | 8.53  | x     | 8.18  | 8.22  | 8.15  | 7.92  | 8.53      |       |
| 7      | Daria Ivanova                | NPA    | 7.95  | 7.61  | 7.92  | 7.37  | x     | x     | 7.95      |       |
| 8      | Marivana Oliveira da Nobrega | BRA    | 7.60  | x     | 7.40  | 7.45  | 7.94  | 7.70  | 7.94      |       |